# Michail Michajlovič Zoščenko
Michail Michajlovič Zoščenko (in russo Михаи́л Миха́йлович Зо́щенко?) (San Pietroburgo, 10 agosto 1894 – Leningrado, 22 luglio 1958) è stato uno scrittore russo.
Fu il principale autore satirico di epoca sovietica.

## Biografia
Il padre era un pittore russo della Gubernija di Poltava i cui dipinti erano esposti alla Galleria Tret'jakov di Mosca, all'Accademia russa di belle arti di San Pietroburgo, e che aveva lavorato alla decorazione esterna del Museo Suvorov di San Pietroburgo. La madre era russa e da giovane aveva fatto l'attrice.
Terminato il ginnasio della città natale senza brillare troppo (in una sua breve biografia egli stesso racconta di aver preso “quattro” al compito di lingua russa nel quale si chiedeva di parlare delle donne dei romanzi di Turgenev), nel 1913 si iscrisse alla Facoltà di Giurisprudenza dell'Università di San Pietroburgo. Qui, senza troppo interesse sostenne il solo esame di diritto romano. In seguito ne sarà espulso per non aver pagato le tasse universitarie.
Per spirito d'irrequietezza si ritrovò a svolgere lavori saltuari: controllore nelle ferrovie e insegnante, per poi decidersi a entrare nell'esercito con il grado di sottotenente nella divisione granatieri del Caucaso. Sul fronte tedesco, comandante di battaglione durante la prima guerra mondiale, nella notte del 20 luglio 1916, a seguito di un attacco tedesco, rimase ferito e intossicato dai gas. Fu congedato con il grado di capitano.
Tornato a Leningrado fu nominato direttore delle Poste e Telegrafi e Comandante militare della posta centrale. Nel 1917 fu mandato in missione ad Arcangelo. Nel 1918 è prima a Strel'na e poi a Kronštadt come guardia di frontiera. Di qui fu trasferito a combattere sul fronte della Narva come volontario dell'Armata Rossa pur dichiarando espressamente di non essere comunista. Anche di qui fu congedato per problemi cardiaci dopo sei mesi. Cambiò ancora lavoro una dozzina di volte, prima di cominciare l'attività di scrittore.
Il suo libro d'esordio fu I racconti di Nazar Il'ijč Sinebrjuchov, pubblicato nel 1922 in forma anonima. I suoi primi racconti capitarono nelle mani di Maksim Gor'kij, che dopo aver sottoposto a critica i suoi scritti, lo aiutò istradandolo nel suo destino letterario. Di questo periodo è la frequentazione della confraternita di scrittori I fratelli di Serapione.
Grande popolarità presso il pubblico raggiunse negli anni venti.
Nei suoi numerosi racconti, sempre contrassegnati da un raffinato umorismo, descrisse la vita quotidiana della Russia sovietica. A questi anni appartengono: Kerenskij (1937.
A seguito della pubblicazione di alcuni suoi racconti satirici (in particolare il racconto La storia di una scimmia nel quale secondo le parole di Ždanov: "distillava un veleno antisovietico facendo credere ai lettori che la vita era più facile nella gabbia di uno zoo che nella realtà quotidiana del nostro paese!"), pubblicati nella rivista Zvezda (La Stella), che venne per questo soppressa, subì la condanna del regime con decreto del Comitato centrale del 14 agosto 1946.
Il Rapporto Ždanov li giudicò contrari allo spirito che anima la letteratura sovietica esprimendosi in questi termini: “Zoščenko, proprio come un volgare piccolo borghese, ha scelto come suo tema permanente la ricerca dei lati più abietti e meschini dell'esistenza [...] ha messo a nudo la sua volgare e bassa animuccia (…) È difficile trovare nella nostra letteratura qualcosa di più ripugnante della morale che Zoščenko va predicando...”. Giudicato dunque “calunniatore della vita sovietica”, fu anche espulso dall'Associazione degli scrittori. Vi sarà riammesso solo dopo la morte di Stalin.
Zoščenko uscì da quest'esperienza completamente distrutto, finendo per occuparsi di traduzioni occasionali. Negli ultimi anni della sua vita lavorò nelle riviste Krokodil e Ogonek. In quella che (negli anni 1935-1958) fu la sua ultima dimora - l'appartamento nº 119 al civico 9 sul Canale Griboedova - è stato allestito un museo. Fatto curioso è che tra gli scritti dell'autore figura il racconto di un conoscente che viene sfrattato dall'alloggio nel quale per qualche tempo aveva vissuto Puškin. Fu sepolto nel Cimitero di Sestroreck vicino a San Pietroburgo.

## La lingua di Zoščenko
Come lo stesso scrittore afferma “Scrivo, o almeno intendo scrivere per la massa dei lettori sovietici, e tutta la difficoltà del mio lavoro consiste essenzialmente nell'imparare a scrivere in modo che le mie opere siano comprese da tutti” [autobiografia ne "La gioventù ritrovata"].
Zoščenko sviluppò uno stile semplificato “inespressivo” di scrittura che lo rese accessibile al pubblico più semplice. “Scrivo in modo conciso. I miei periodi sono brevi. Accessibili al povero”, dichiara pure nel 1928. Il critico letterario Solomon Volkov paragona questo stile alla nudità del santo folle russo o "jurodivyj". Questo stile riscosse molta ammirazione nel compositore Dmitrij Šostakovič, che lo adottò come parte di quello suo personale. L'originalità della scrittura di Zoščenko sta nell'abile uso dello "skaz", il racconto colloquiale in prima persona.
Zoščenko fu anche autore di una serie di brevi racconti su Lenin critici verso il regime sovietico.

## Opere
- I racconti di Nazar Il'ijč Sinebrjuchov (Rasskazy Nazara Il'ijča Sinebrjuchova), 1922
- Cittadini stimati, 1926
- Racconti sentimentali (Sentimental'nye povesti),1929 (trad. di Francesca Fici. Bari, 1968; Roma, 1993)
- Il bagno pubblico
- I fratelli di Serapione (traduzione di M. Olsoufieva, Bari, 1967)
- Ciò che cantava l'usignolo (O cem pel solovej)
- Lettere a uno scrittore
- La gioventù ritrovata (Vozvraščennaja molodost’'), 1933 (Roma, 1989, traduzione di G. Kraiski, ISBN 88-7033-313-2)
- Голубая книга, 1934-1935
- Kerenskij, 1937
- Taras Sevcenko, 1939
- Un'avventura a lieto fine (Torino, 1946)
- Novelle Moscovite, (traduzione di N. Odanov, Milano, 1950; Firenze, 1992)
- Le api e gli uomini, (traduzione di Mirella Garritano, Roma, 1963, 1980)
- Prima che sorga il sole (Перед восходом солнца), parte prima, 1943 / parte seconda, intitolata Il romanzo della ragione (Povest' o razume), 1972 (traduzione di Clara Coisson, Torino, 1969; Milano, 1977)